# Harry Böseke
Harry Böseke (* 7. Januar 1950 in Jützenbach; † 8. Juni 2015 in Gummersbach) war ein deutscher Schriftsteller.

## Leben
Harry Böseke wuchs in Köln und im Bergischen Land auf. Er war verheiratet und wurde Vater dreier Töchter. Von 1964 bis 1967 absolvierte er eine Lehre als Chemielaborant. Nach dem Besuch einer Abendschule studierte Böseke Sozialpädagogik an der Fachhochschule Köln, 1973 schloss er dieses Studium mit dem Diplom ab. Anschließend war er als Sozialarbeiter und Jugendpfleger in Köln tätig. In diese Zeit fällt auch seine Mitarbeit in einem Kinder- und Jugendzentrum in Köln-Chorweiler; dort veranstaltete er Schreibwerkstätten und gab gemeinsam mit deutschen und ausländischen Jugendlichen die Literaturzeitschrift Betonstadt heraus, in der Autorinnen wie Şiir Eroğlu, der Kölner Mundartdichter Karl-Heinz Nagelschmidt oder der Bremer Liedermacher Michael Zachcial (Die Grenzgänger) erste literarische Schritte unternahmen. Seit 1980 war Böseke freier Schriftsteller; er lebte zuletzt mit seiner Familie in der oberbergischen Kreisstadt Gummersbach.
Harry Böseke war Verfasser von Romanen, Erzählungen und Theaterstücken für Jugendliche; daneben war er als Herausgeber von Anthologien tätig. Während die Themen seiner Werke anfangs von Bösekes Arbeit mit jugendlichen Randgruppen und der Mitarbeit im Werkkreis Literatur der Arbeitswelt geprägt waren, befasste der Autor sich seit den 1990er Jahren vorwiegend mit Geschichte und Sozialgeschichte des Bergischen Landes.
Harry Böseke war Mitglied des Verbandes Deutscher Schriftsteller; von 1998 bis 2008 war er Vorsitzender des Landesverbandes Nordrhein-Westfalen dieses Verbandes. Daneben gehörte er dem Werkkreis Literatur der Arbeitswelt an, als dessen Bundessprecher er von 1983 bis 1985 fungierte. 1980 erhielt er mit dem Team der Zeitschrift Betonstadt den Kulturpreis „Der Arme Poet“, 1988, 1992 und 1995 ein Arbeitsstipendium des Landes Nordrhein-Westfalen.
Sein Nachlass befindet sich im Fritz-Hüser-Institut für Literatur und Kultur der Arbeitswelt in Dortmund.

## Werke
- Der letzte Dreck. Modautal-Neunkirchen 1977.
- mit Christian Schaffernicht: Vaterlandshiebe. Fischerhude 1978.
- mit Heidi Böseke: Ich glaub', ich steh' im Wald. Dortmund 1979.
- mit Martin Burkert: Ab in den Orient-Express. Berlin 1984.
- Türen raus. Gemeinsamer Weg mit d. Ausländern.  Gelsenkirchen 1984.
- Randale. Dortmund 1986.
- mit Helmut Steickmann: Streifzüge durch Oberberg. Gummersbach 1989.
- Spiele mit Worten. Reinbek bei Hamburg 1992.
- Geschichtenzirkus. Reinbek bei Hamburg 1993.
- mit Heidi Böseke: Das Bergische Land. Köln 1994.
- mit Manfred Berges: Kulturpfade in Marienheide. Marienheide 1994.
- Das Oberbergische Land. Sankt Augustin 1995.
- Feuer – Erde – Wasser – Luft. Reinbek bei Hamburg 1996.
- mit Heidi Böseke: Teufelsspuk und Galgenstrick. Köln 1996.
- 33 ziemlich wahre Lügengeschichten. Siegburg 1998.
- Das Oberbergische Land. Wiehl 1999.
- Wenn Engel surfen …. Essen 2000.
- Der bergische Fuhrmann. Wiehl 2001.
- Die Straße der Arbeit. Wiehl 2002.
- Die Bergische Eisenstraße. Remscheid 2003.
- Himmelspforte und Glockenspiel. Overath 2003.
- Die silberne Straße der Arbeit. Marienheide-Müllenbach 2003.
- Donnerkraut und Räuberbraut. Overath 2004.
- Das Oberbergische Land. Erfurt 2005.
- Hilde Brandt (alias): Mordwärts. Die Nibelungen zogen durch Rheinland und Westfalen. Marienheide 2005, ISBN 3-936405-26-3.
- 25 Ausflüge in die bergische Geschichte. Overath u. a. 2006.
- Sagenhafte Irrtümer. Ah!-Erlebnis-Verlag, Mönchengladbach 2006, ISBN 3-9811054-0-0.
- Unterwegs im Land der Elemente. Bücken Sulzer, Overath/Witten 2006, ISBN 3-936405-24-7.
- mit Gert Meier: Alesia – Eleusis und der Absturz der frühen Wissenschaften. Forschungsgruppe Externsteine-Kultur, Köln 2012, DNB 1033484156

## Herausgeberschaft
- mit Jürgen Alberts: Dieser Betrieb wird bestreikt. Frankfurt am Main 1974.
- Mit 15 hat man noch Träume. Frankfurt am Main 1975.
- mit Wolfgang Richter: Schlüsselgewalt. Dortmund 1981.
- Wer ist denn hier im Abseits? Weinheim u. a. 1981.
- Der (un)demokratische Alltag. Bornheim 1982.
- mit Albert Spitzner: Jugend ohne Arbeit. Bornheim-Merten 1983.
- Fünfzehn Jahre und kein bißchen leise …. Dortmund 1985.
- mit Ursula Lessing: Tatort Arbeitsplatz. Dortmund 1985.
- mit Bernhard Wagner: Sind es noch die alten Farben? Weinheim u. a. 1987.
- Worte im Aufwind. Remscheid 1989.
- mit Klaus Hansen: Herzenswärme und Widerspruchsgeist. Gummersbach 1992.